# Бесідино
Бесі́дино (рос. Беседино) — село у складі Пономарьовського району Оренбурзької області, Росія.

## Населення
Населення — 121 особа (2010; 183 у 2002).
Національний склад (станом на 2002 рік):
- росіяни — 86 %